# 江蒨
江 蒨（こう せん、475年 - 527年）は、南朝斉から梁にかけての政治家。字は彦標。本貫は済陽郡考城県。

## 経歴
南朝斉の太常卿の江斅の子として生まれた。幼い頃から聡明で、選抜されて国子生となり、『尚書』に通じて、高第に挙げられた。秘書郎を初任とし、司徒東閤祭酒・廬陵王主簿を歴任した。父が死去すると、墓のそばに廬を建てて喪に服した。服喪が終わると、太子洗馬に任じられ、司徒左西属・太子中舎人・秘書丞を歴任した。
建安郡内史として出向していたとき、蕭衍の軍が東下し、寧朔将軍の劉諓之を建安郡に派遣してきたため、江蒨は官民を率いてこれをはばんだ。蕭衍が建康城を平定すると、江蒨は禁錮の罰を受けたが、まもなく原職に復帰し、後軍臨川王外兵参軍として起用された。臨川王友・中書侍郎・太子家令・黄門侍郎・南兗州大中正を歴任した。中正のまま太子中庶子に転じた。中権始興王長史となった。伏波将軍・晋安郡内史として出向した。召還されて寧朔将軍・南康王長史・行府・州・国事をつとめた。ほどなく太尉臨川王長史に転じた。尚書吏部郎・右将軍の位を受けた。
ときに僕射の徐勉が権勢をふるったが、江蒨と王規だけが敬おうとしなかった。徐勉が江蒨の門客の翟景を鞭打つ事件が起こり、江蒨と徐勉のあいだは険悪となった。江蒨の弟の江葺が免官されたのも、徐勉の意によるものであった。江蒨は司徒左長史に転じた。蕭衍は江蒨に官吏の選抜にあたらせようとしたが、徐勉が反対したため取りやめられた。江蒨は光禄大夫の位を受けた。
大通元年（527年）、死去した。享年は53。本官を追贈された。諡は粛子といった。
江蒨は朝廷の儀式や故事に精通し、『江左遺典』30巻の撰にあたったが、完成しないまま没した。また『文集』15巻があった。
子の江紑は孝行で知られた。孫の江総は南朝陳を代表する文学者・政治家として活躍し、後主の時期には尚書令となった。

## 伝記資料
- 『梁書』巻21 列伝第15
- 『南史』巻36 列伝第26